# 메이와촌
메이와촌(明和村)은 후쿠시마현 미나미아이즈군에 있던 촌이다. 1940년 11월 5일 신설되었으며, 1955년 7월 20일 메이와촌 및 다다미촌 등 2개 촌이 합병하여 다다미촌이 신설되고 폐지되었다.

## 역사
- 1889년 4월 1일 - 정촌제 시행에 수반해 미나미아이즈군 후자와촌, 야하타촌, 고야나촌이 성립하였다.
- 1940년 11월 5일 - 후자와촌, 야하타촌, 고야나촌 등 3개 촌이 합병하여 메이와촌이 신설되었다.
- 1955년 7월 20일 - 메이와촌 및 다다미촌 등 2개 촌이 합병하여 다다미촌이 신설되고, 메이와촌 등은 폐지되었다.